# Saint-Martin-sur-Ocre
Saint-Martin-sur-Ocre è un comune francese di 1 279 abitanti situato nel dipartimento del Loiret nella regione del Centro-Valle della Loira.

## Società

### Evoluzione demografica
Abitanti censiti